# Eski Saray
L'Eski Saray (in turco "Palazzo Vecchio"), noto anche come Sarây-ı Atîk-i Âmire, era un palazzo di Costantinopoli durante il periodo della dominazione ottomana, il primo costruito in città dopo la conquista del 1453. Si trovava nel quartiere Beyazıt del distretto di Fatih, in un'area che oggi ospita il campus principale dell'Università di Istanbul, tra la Moschea di Solimano e la Moschea di Bayezid II.
La costruzione del palazzo iniziò poco dopo la conquista del 1453 e fu completata nel 1458. Anche se gli storici dell'epoca, come Ducas e Michele Critoboulos, affermano che fu completato nel 1455, l'opinione generale è che a quell'epoca erano già state completate varie parti, come lo harem e la reggia, ma che il palazzo fu completato solo nel 1458.
Evliya Çelebi ha scritto nel suo Seyahatnâme che la costruzione del palazzo iniziò nel 1454 sul sito di un'antica chiesa e che il palazzo era circondato da un solido muro rettangolare ricoperto di piombo blu che aveva un perimetro di 12.000 Aršin, circa equivalente a 9 chilometri.
Lo storico Tursun Beg, contemporaneo di Maometto II, ha raccontato che il complesso ospitava dimore, un harem, il Dîvân-i humâyûn, la sala del trono dove il sultano svolgeva gli affari di stato e il suo parco comprendeva un'area per la caccia.
Più tardi, durante il suo regno, Maometto II iniziò a costruire il Palazzo di Topkapı e, quando il palazzo fu completato nel 1478, vi si stabilì. Sebbene il Sultano vivesse nel Palazzo di Topkapı, continuava a visitare l'harem all'Eski Saray in alcuni giorni della settimana. Negli anni successivi, il palazzo e i suoi terreni subirono numerosi cambiamenti. All'inizio del 1500, il sultano Bayezid II costruì la Moschea di Bayezid II in parte sul terreno del palazzo. Matrakçı Nasuh ha raffigurato il palazzo in miniatura, con due pareti ed edifici residenziali lungo il muro interno. Nel 1540-1541, l'Eski Saray fu in gran parte distrutto da un incendio prima di essere ricostruito da Kanuni. Dopo l'incendio, l'harem del Sultano fu trasferito nel Palazzo di Topkapı, ma la madre del Sultano, le concubine cadute in disgrazia e le donne degli ex Sultani continuarono a vivere nell'harem dell'Eski Saray. Quando nel 1557 fu costruito il Külliye della Moschea di Solimano, occupò nuovamente parte dell'area dell'Eski Saray.
Nel 1687, un enorme incendio divampò nel Eski Saray, che fu completamente raso al suolo senza lasciare alcun resto. Muazzez Sultan, madre di Ahmed II, che viveva ritirata nel Palazzo e morì nell'incidente, ma gli altri membri reali e la servitù si salvarono. Il palazzo non fu mai ricostruito in seguito.